# NGC 4039
La galaxie NGC 4039 est le deuxième membre du couple des galaxies des Antennes, l'autre étant NGC 4038. NGC 4039 est une galaxie spirale ordinaire. Cette paire située dans la constellation du Corbeau a été découverte par l'astronome germano-britannique William Herschel en 1785.

## Description
La vitesse de NGC 4039 par rapport au fond diffus cosmologique est de 1 996 ± 26 km/s, ce qui correspond à une distance de Hubble de 29,4 ± 2,1 Mpc (∼95,9 millions d'al).
Cette paire de galaxies a été utilisée par Gérard de Vaucouleurs comme un exemple de galaxie particulière (Pec).
La classe de luminosité de NGC 4039. C'est aussi une galaxie LINER, c'est-à-dire une galaxie dont le noyau présente un spectre d'émission caractérisé par de larges raies d'atomes faiblement ionisés. De plus, c'est une galaxie à sursaut de formation d'étoiles.
À ce jour, 21 mesures non basées sur le décalage vers le rouge (redshift) donnent une distance de 20,943 ± 4,484 Mpc (∼68,3 millions d'al) pour NGC 4039, ce qui est légèrement à l'extérieur des valeurs de la distance de Hubble.

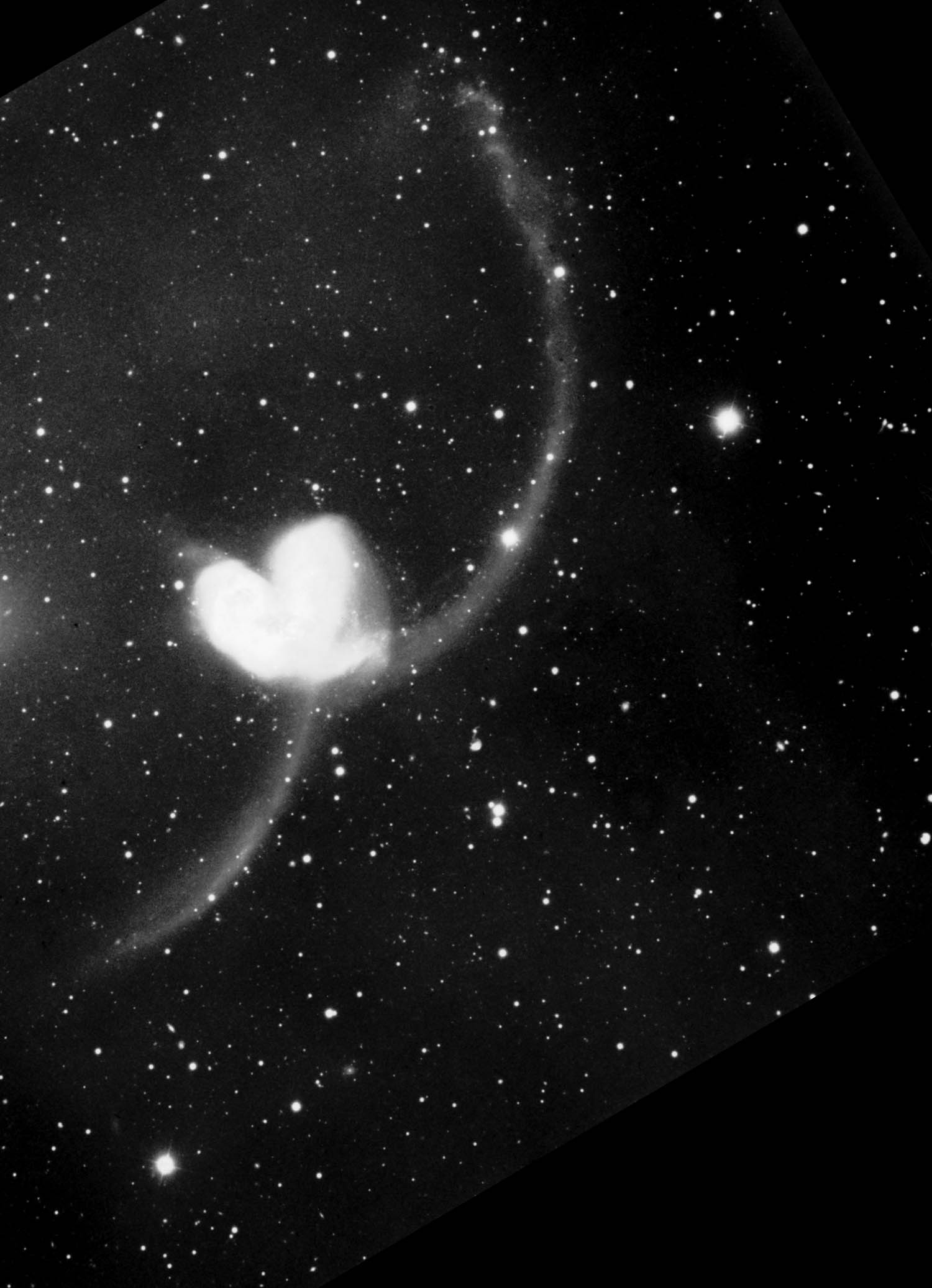
Ce sont ces deux arcs qui s'étendent sur des milliers d'années-lumière qui sont à l'origine du nom populaire de cette paire de galaxies, la galaxie des Antennes. (télescope spatial Hubble.)

## Une collision galactique
Les galaxies des Antennes sont le résultat d'une collision galactique. Situées dans le groupe de NGC 4038 avec au moins 26 autres galaxies, ces deux galaxies sont connues sous le nom d'« Antennes » parce que les deux grandes excroissances formées d'étoiles de gaz et de poussières éjectés hors de leur galaxie lors de la collision ressemblent aux antennes d'un insecte. Les noyaux des deux galaxies sont en train de fusionner lentement et de devenir une unique galaxie.
Dans plusieurs millions d'années, les noyaux galactiques de NGC 4038 et NGC 4039 entreront en collision, devenant un noyau simple entouré d'étoiles, de gaz et de poussière. Certaines observations et simulations suggèrent que ces galaxies fusionneront finalement en galaxie elliptique. 

Cela arrivera probablement aussi à la Voie lactée lorsqu'elle entrera en collision avec la galaxie d'Andromède.

## Supernova
Cinq supernovas ont été découvertes dans les galaxies des Antennes : SN 1921A, SN 1974E, SN 2004gt, SN 2007sr et SN 2013dk.

### SN 1921A
Cette supernova a été découverte par Edwin Hubble le 1er mars 1921. Le type de cette supernova n'a pas été déterminé.

### SN 1974E
Cette supernova a été découverte par l'astronome hongrois Miklós Lovas le 21 mars 1974. Le type de cette supernova n'a pas été déterminé.

### SN 2004gt
Cette supernova a été découverte par l'astronome amateur sud africain Berto Monard le 12 décembre 2004. Cette supernova était de type Ic.

### SN 2007sr
Cette supernova a été découverte le 18 décembre 2007 dans le cadre du programme CRTS (Catalina Real-Time Transient Survey) de l'institut Caltech. Cette supernova était de type Ia.

### SN 2013dk
Cette supernova a été découverte le 22 juin 2013 dans le cadre du programme de recherche de supernovas CHASE (CHilean Automatic Supernova sEarch). Cette supernova était de type Ic.

## Groupe de NGC 4038
Selon A.M. Garcia, les galaxies NGC 4038 et NGC 4039 font partie d'un groupe de galaxies qui compte au moins 27 membres, le groupe de NGC 4038. Les autres membres du New General Catalogue du groupe sont NGC 3955, NGC 3956, NGC 3957, NGC 3981, NGC 4024, NGC 4027, NGC 4033, NGC 4035, ainsi que NGC 4050.
Le groupe de NGC 4038 fait partie du superamas de la Vierge aussi appelé le Superamas local,.

## Galerie

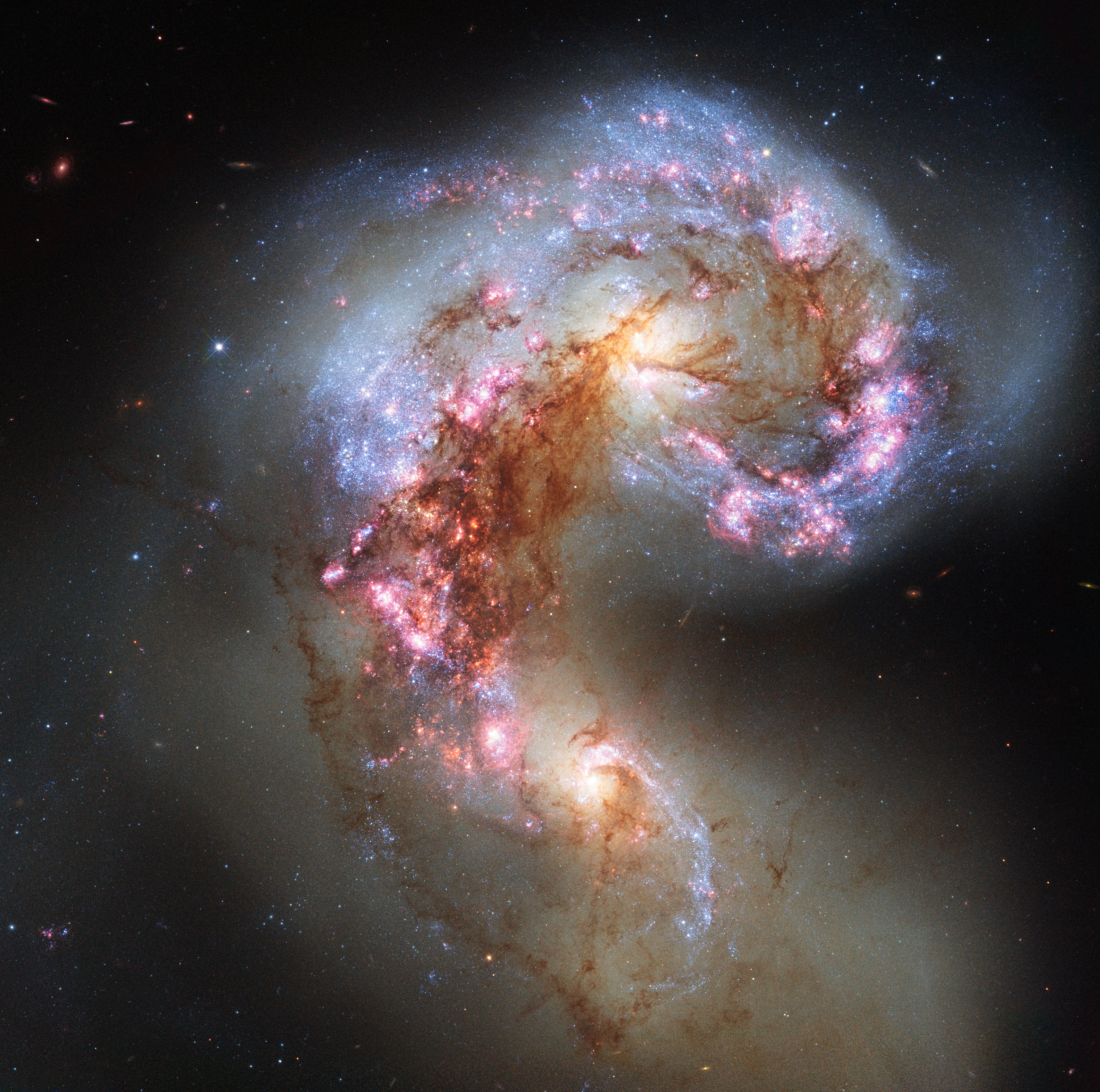
La galaxie des Antennes en lumière visible et en proche infrarouge par la caméra à large champ WFC3 du télescope spatial Hubble.
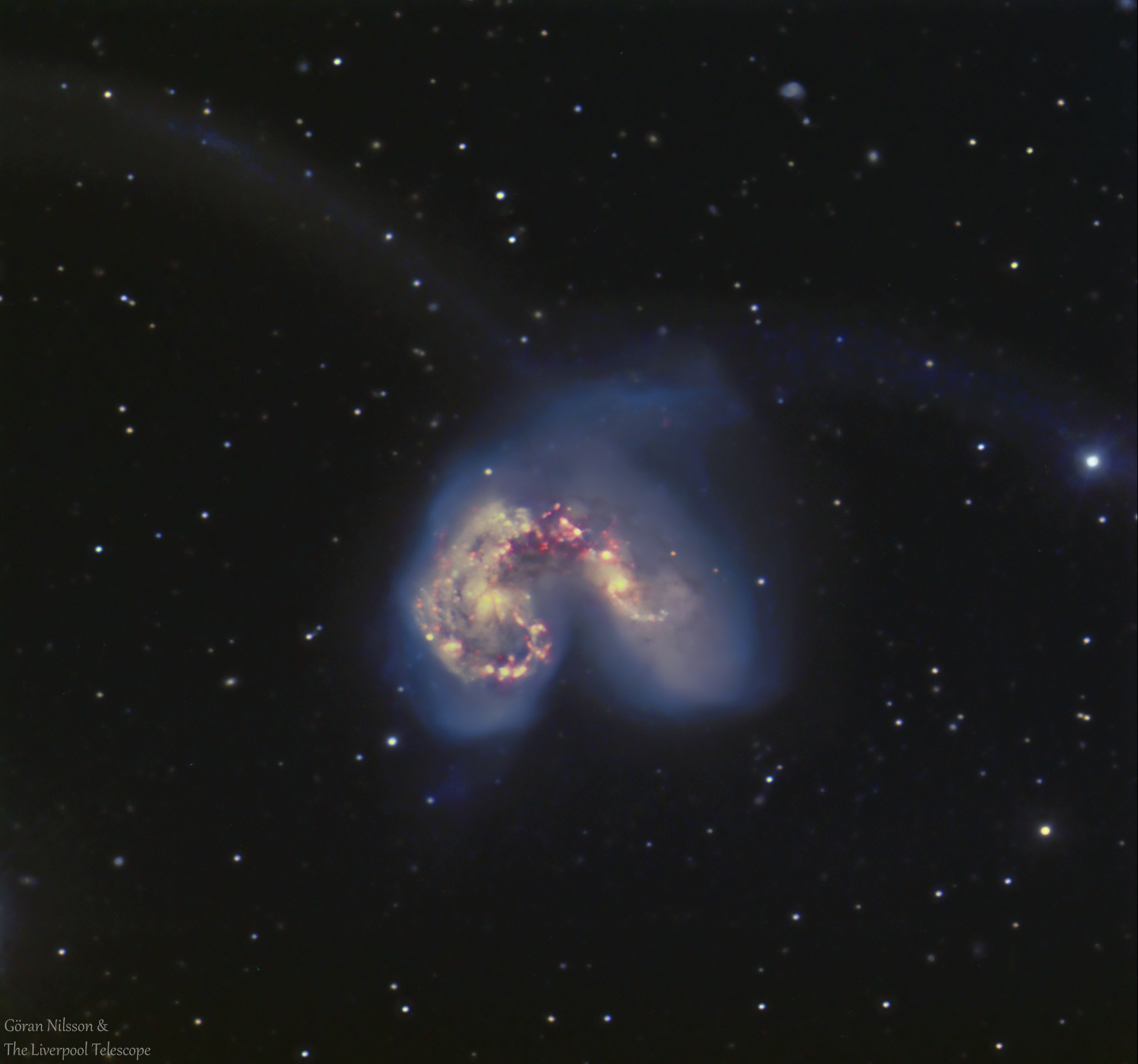
Image captée par le télescope Liverpool.
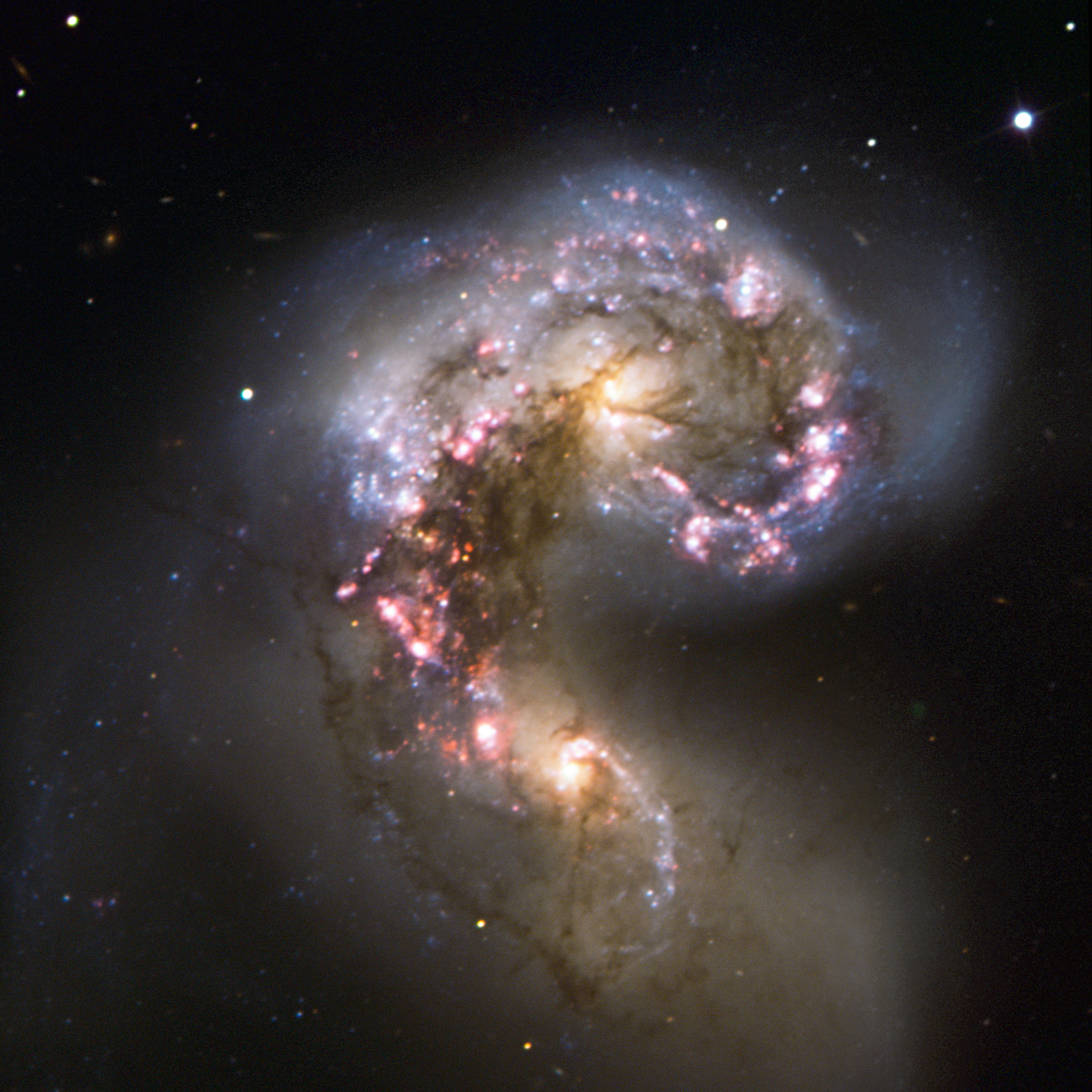
Les Antennes par le VLT de l'Observatoire européen austral.
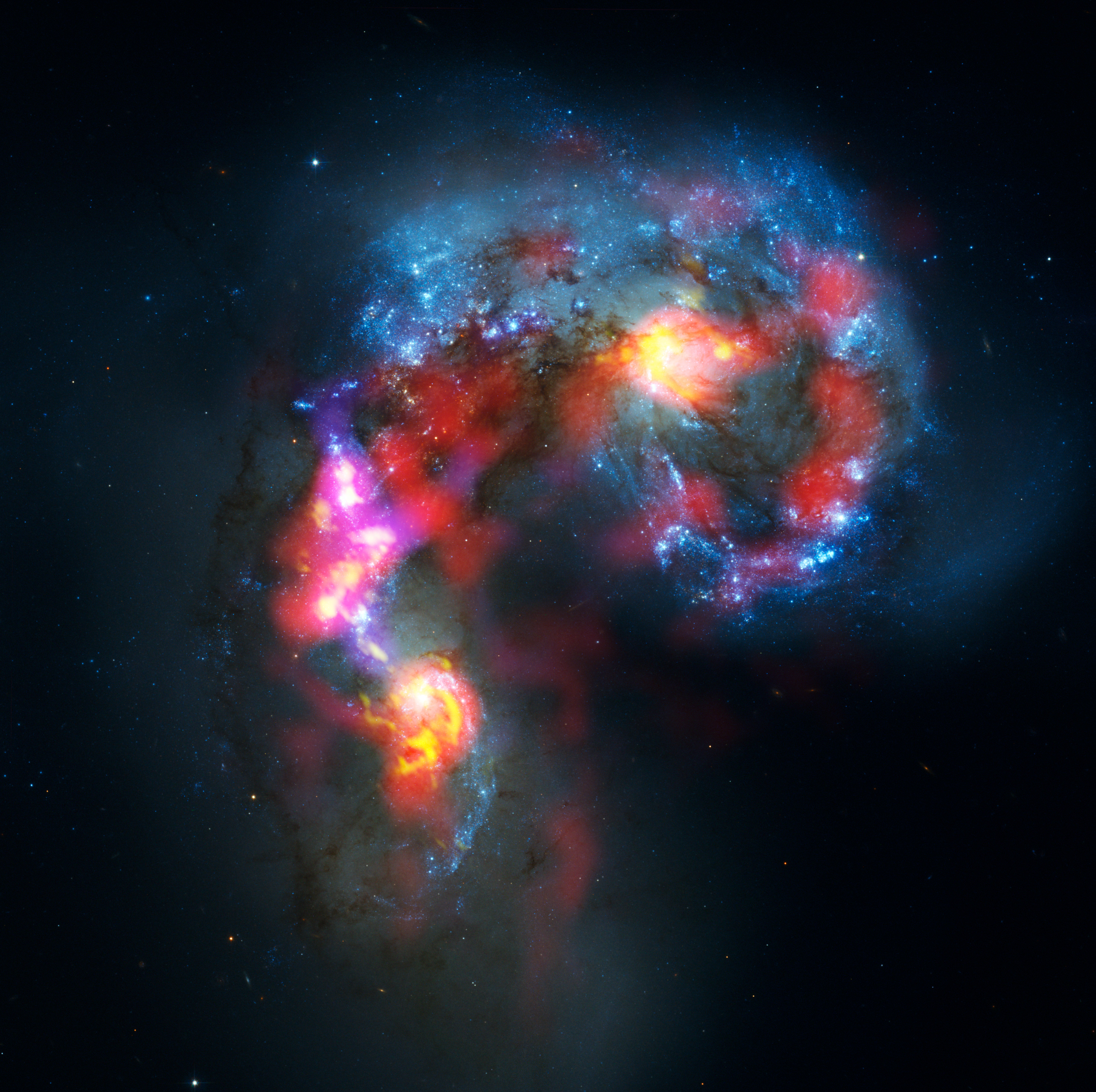
Cette image est une composition des données en onde radio captées par le réseau de radiotélescopes ALMA et en lumière visible provenant du télescope spatial Hubble.
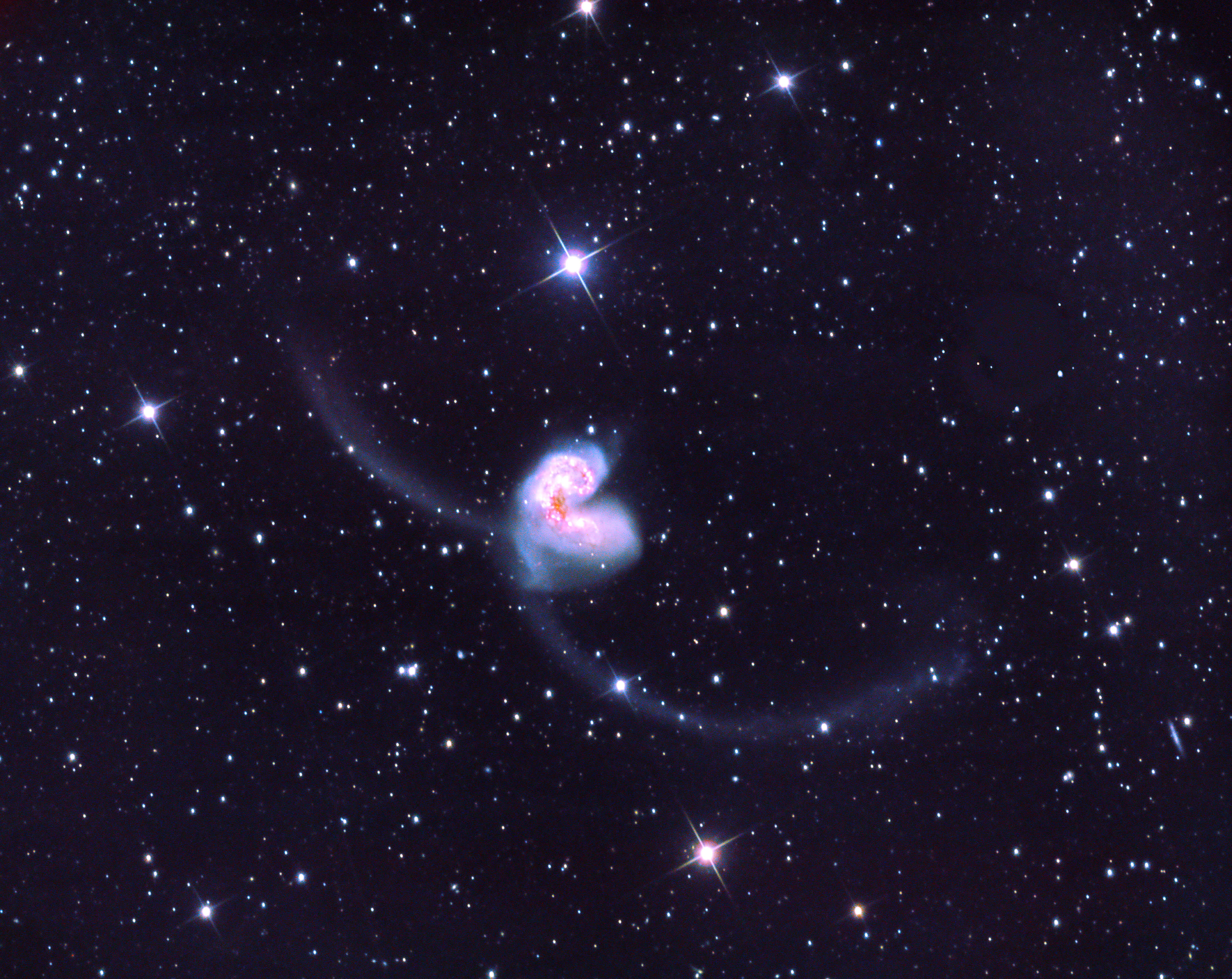
NGC4038 vue en faible grossissement.